# Холоватка (деревня)
Холоватка — деревня в составе Опаринского района Кировской области.

## География
Находится на расстоянии примерно 30 километров по прямой на запад-юго-запад от районного центра поселка Опарино.

## История
Известна с 1859 года, когда в ней было учтено дворов 15 и жителей 99, в 1926 году 78 и 305, в 1950 47 и 161 соответственно, в 1989 году 17 жителей. До 2021 года входила в Опаринское городское поселение Опаринского района, ныне непосредственно в составе Опаринского района.

## Население
Постоянное население  составляло 12 человек (русские 92%) в 2002 году, 6 в 2010.